# Unione Sportiva Avellino 1983-1984
Questa voce raccoglie le informazioni riguardanti l'Unione Sportiva Avellino nelle competizioni ufficiali della stagione 1983-1984.

## Stagione
Nella stagione 1983-1984 l'Avellino disputa il sesto campionato di Serie A della sua storia. La squadra irpina è partita con l'allenatore Fernando Veneranda giocando un girone di andata sempre nelle ultime posizioni, chiuso con 10 punti in terz'ultima posizione, dopo la sconfitta interna con la Sampdoria (0-2) a fine novembre viene esonerato l'allenatore, sostituito da Ottavio Bianchi, nel girone di ritorno i biancoverdi ottiengono 16 punti, raggiungendo l'obiettivo di mantenere la massima divisione. L'argentino Ramón Díaz con 7 reti è stato il miglior realizzatore di stagione.
Nella Coppa Italia l'Avellino disputa il quarto girone di qualificazione ottenendo il secondo posto dietro al Cesena, piazzamento che gli apre l'accesso agli ottavi di finale, dove viene eliminato dal Verona nel doppio confronto.

## Divise e sponsor
Lo sponsor tecnico per la stagione 1983-1984 fu Ennerre, mentre lo sponsor ufficiale fu Essebi.
| Prima divisa |

## Organigramma societario
Area direttiva
- Presidente: Giacinto Pelosi
- Direttore generale: Pierpaolo Marino

Area sanitaria
- Medico sociale: Franco Cerullo
- Massaggiatore: Vincenzo De Luca Picioni

Area tecnica
- Direttore sportivo: Franco Landri
- Allenatore: Fernando Veneranda, poi dal 21 novembre Ottavio Bianchi
- Allenatore in seconda: Carmine Picone
- Allenatore Primavera: Flaminio De Biase

## Rosa
| N. |                   | Ruolo | Calciatore \|                 |
| -- | ----------------- | ----- | ----------------------------- |
|    | Italia (bandiera) | P     | Carmine Amato                 |
|    | Italia (bandiera) | P     | Giovanni Cervone              |
|    | Italia (bandiera) | P     | Mario Paradisi                |
|    | Italia (bandiera) | P     | Maurizio Rossi                |
|    | Italia (bandiera) | P     | Alessandro Zaninelli          |
|    | Italia (bandiera) | D     | Walter Biagini                |
|    | Italia (bandiera) | D     | Lucio Caccialupi              |
|    | Italia (bandiera) | D     | Luciano Cilona                |
|    | Italia (bandiera) | D     | Giorgio Di Bari               |
|    | Italia (bandiera) | D     | Salvatore Di Somma (capitano) |
|    | Italia (bandiera) | D     | Luciano Favero                |
|    | Italia (bandiera) | D     | Bruno Limido                  |
|    | Italia (bandiera) | D     | Settimio Lucci                |
|    | Italia (bandiera) | D     | Carlo Osti                    |

| N. |                      | Ruolo | Calciatore                              |
| -- | -------------------- | ----- | --------------------------------------- |
|    | Italia (bandiera)    | D     | Giuseppe Piccolo                        |
|    | Italia (bandiera)    | D     | Silvano Salomoni                        |
|    | Italia (bandiera)    | D     | Sabatino Saveriano                      |
|    | Italia (bandiera)    | D     | Salvatore Vullo                         |
|    | Italia (bandiera)    | C     | Dante Bertoneri                         |
|    | Italia (bandiera)    | C     | Franco Colomba                          |
|    | Italia (bandiera)    | C     | Fernando De Napoli                      |
|    | Italia (bandiera)    | C     | Pietro Maiellaro                        |
|    | Italia (bandiera)    | C     | Francesco Mileti                        |
|    | Italia (bandiera)    | C     | Italo Schiavi                           |
|    | Italia (bandiera)    | C     | Gian Pietro Tagliaferri (vice capitano) |
|    | Perù (bandiera)      | A     | Gerónimo Barbadillo                     |
|    | Italia (bandiera)    | A     | Alberto Bergossi                        |
|    | Argentina (bandiera) | A     | Ramón Díaz                              |

## Risultati

### Serie A

#### Girone di andata
| Arbitro: | Ciulli (Roma) |

|                                              |           |  |
| Bergossi 31’, 68’ Barbadillo 39’ Colomba 80’ | Marcatori |  |

| Arbitro: | Lanese (Messina) |

|                                                 |           |          |
| Juary 21’, 52’ Di Somma 41’ (aut.) Nicolini 75’ | Marcatori | 63’ Díaz |

| Arbitro: | Ballerini (La Spezia) |

|                                |           |          |
| Di Somma 26’ Edinho 89’ (aut.) | Marcatori | 51’ Zico |

| Arbitro: | Lo Bello (Siracusa) |

|                          |           |  |
| Casale 12’ Dal Fiume 15’ | Marcatori |  |

| Avellino 6 ottobre 1983 5ª giornata | Avellino          | 0 – 0 | Torino | Stadio Partenio\| Arbitro: \| Mattei (Macerata) \| |
| Arbitro:                            | Mattei (Macerata) |       |        |                                                    |

| Arbitro: | Lombardo (Marsala) |

|  |           |                          |
|  | Marcatori | 3’ Vullo 32’ Tagliaferri |

| Avellino 30 ottobre 1983 7ª giornata | Avellino             | 0 – 0 | Catania | Stadio Partenio\| Arbitro: \| Barbaresco (Cormons) \| |
| Arbitro:                             | Barbaresco (Cormons) |       |         |                                                       |

| Arbitro: | Paparesta (Bari) |

|                 |           |               |
| Meluso 26’, 31’ | Marcatori | 43’ Bertoneri |

| Arbitro: | Ciulli (Roma) |

|  |           |                           |
|  | Marcatori | 63’ Casagrande 81’ Zanone |

| Arbitro: | Longhi (Roma) |

|                                       |           |  |
| Sacchetti 17’ Galderisi 30’ Bruni 85’ | Marcatori |  |

| Arbitro: | Bergamo (Livorno) |

|           |           |            |
| Lucci 90’ | Marcatori | 15’ Serena |

| Arbitro: | Lo Bello (Siracusa) |

|                                |           |                      |
| Falcão 24’, 58’ A. Maldera 90’ | Marcatori | 80’ Biagini 88’ Díaz |

| Arbitro: | Longhi (Roma) |

|                    |           |               |
| Colomba 46’ (rig.) | Marcatori | 52’ Berggreen |

| Arbitro: | Barbaresco (Cormons) |

|             |           |                       |
| Colomba 15’ | Marcatori | 14’ Platini 86’ Penzo |

| Arbitro: | Lanese (Messina) |

|                |           |  |
| D. Bertoni 45’ | Marcatori |  |

#### Girone di ritorno
| Arbitro: | Ciulli (Roma) |

|           |           |  |
| Galli 69’ | Marcatori |  |

| Arbitro: | Lombardo (Marsala) |

|                       |           |            |
| De Napoli 4’ Díaz 54’ | Marcatori | 39’ Borghi |

| Arbitro: | Mattei (Macerata) |

|                      |           |           |
| Zico 20’, 77’ (rig.) | Marcatori | 3’ Limido |

| Arbitro: | Barbaresco (Cormons) |

|         |           |  |
| Díaz 6’ | Marcatori |  |

| Arbitro: | Longhi (Roma) |

|                                                        |           |                     |
| Selvaggi 17’, 20’ Hernández 38’ (rig.) Osti 46’ (aut.) | Marcatori | 4’ Schiavi 70’ Díaz |

| Arbitro: | Pairetto (Torino) |

|                                        |           |            |
| Limido 18’ Díaz 27’ Colomba 63’ (rig.) | Marcatori | 37’ Mileti |

| Arbitro: | Vitali (Bologna) |

|                  |           |                |
| A. Carnevale 48’ | Marcatori | 63’ Barbadillo |

| Arbitro: | Lo Bello (Siracusa) |

|                                                  |           |  |
| Colomba 20’ (rig.) Tagliaferri 48’ Bertoneri 67’ | Marcatori |  |

| Arbitro: | Barbaresco (Cormons) |

|  |           |                 |
|  | Marcatori | 28’ Tagliaferri |

| Arbitro: | Magni (Bergamo) |

|                |           |  |
| Barbadillo 35’ | Marcatori |  |

| Arbitro: | Pieri (Genova) |

|                                     |           |  |
| Müller 11’ Altobelli 35’ Sabato 62’ | Marcatori |  |

| Arbitro: | Bergamo (Livorno) |

|                          |           |                       |
| Díaz 63’ Tagliaferri 90’ | Marcatori | 24’ Pruzzo 51’ Cerezo |

| Arbitro: | Barbaresco (Cormons) |

|               |           |  |
| Berggreen 51’ | Marcatori |  |

| Arbitro: | Paparesta (Bari) |

|           |           |                    |
| Rossi 20’ | Marcatori | 72’ (rig.) Colomba |

| Avellino 13 maggio 1984 30ª giornata | Avellino          | 0 – 0 | Fiorentina | Stadio Partenio\| Arbitro: \| Pairetto (Torino) \| |
| Arbitro:                             | Pairetto (Torino) |       |            |                                                    |

### Coppa Italia

#### Quarto girone
| Arbitro: | Vitali (Bologna) |

|  |           |                |
|  | Marcatori | 26’ Barbadillo |

| Avellino 24 agosto 1983 2ª giornata | Avellino      | 0 – 0 | Sambenedettese | Stadio Partenio\| Arbitro: \| Testa (Prato) \| |
| Arbitro:                            | Testa (Prato) |       |                |                                                |

| Arbitro: | Bianciardi (Siena) |

|                    |           |                                                |
| Panizza 35’ (rig.) | Marcatori | 10’ (aut.) Pin 55’ (rig.) Colomba 79’ Bergossi |

| Arbitro: | Barbaresco (Cormons) |

|                                      |           |                      |
| Serena 73’ Altobelli 81’ (rig.), 88’ | Marcatori | 77’ (aut.) Collovati |

| Arbitro: | Benedetti (Roma) |

|                 |           |             |
| Tagliaferri 34’ | Marcatori | 65’ Garlini |

#### Ottavi di finale
| Arbitro: | Vitali (Bologna) |

|             |           |  |
| Schiavi 20’ | Marcatori |  |

| Arbitro: | Lombardo (Marsala) |

|                                        |           |  |
| Iorio 36’, 119’ (rig.) Di Gennaro 112’ | Marcatori |  |

## Statistiche

### Statistiche di squadra
| Competizione | Punti | In casa | In casa | In casa | In casa | In casa | In casa | In trasferta | In trasferta | In trasferta | In trasferta | In trasferta | In trasferta | Totale | Totale | Totale | Totale | Totale | Totale | DR |
| Competizione | Punti | G       | V       | N       | P       | Gf      | Gs      | G            | V            | N            | P            | Gf           | Gs           | G      | V      | N      | P      | Gf     | Gs     | DR |
| ------------ | ----- | ------- | ------- | ------- | ------- | ------- | ------- | ------------ | ------------ | ------------ | ------------ | ------------ | ------------ | ------ | ------ | ------ | ------ | ------ | ------ | -- |
| Serie A      | 26    | 15      | 7       | 6       | 2       | 21      | 11      | 15           | 2            | 2            | 11           | 12           | 28           | 30     | 9      | 8      | 13     | 33     | 39     | -6 |
| Coppa Italia |       | 3       | 1       | 2       | 0       | 2       | 1       | 4            | 2            | 0            | 2            | 5            | 7            | 7      | 3      | 2      | 2      | 7      | 8      | -1 |
| Totale       | -     | 18      | 8       | 8       | 2       | 23      | 12      | 19           | 4            | 2            | 13           | 17           | 35           | 37     | 12     | 10     | 15     | 40     | 47     | -7 |

### Statistiche dei giocatori[5]
| Giocatore      | Serie A  | Serie A | Serie A     | Serie A    | Coppa Italia | Coppa Italia | Coppa Italia | Coppa Italia | Totale   | Totale | Totale      | Totale     |
| Giocatore      | Presenze | Reti    | Ammonizioni | Espulsioni | Presenze     | Reti         | Ammonizioni  | Espulsioni   | Presenze | Reti   | Ammonizioni | Espulsioni |
| -------------- | -------- | ------- | ----------- | ---------- | ------------ | ------------ | ------------ | ------------ | -------- | ------ | ----------- | ---------- |
| G. Barbadillo  | 27       | 3       | ?           | ?          | 7            | 1            | ?            | ?            | 34       | 4      | ?           | ?          |
| A. Bergossi    | 18       | 2       | ?           | ?          | 6            | 1            | ?            | ?            | 24       | 3      | ?           | ?          |
| D. Bertoneri   | 22       | 2       | ?           | ?          | 2            | 0            | ?            | ?            | 24       | 2      | ?           | ?          |
| W. Biagini     | 13       | 1       | ?           | ?          | 4            | 0            | ?            | ?            | 17       | 1      | ?           | ?          |
| G. Cervone     | 5        | -7      | ?           | ?          | 5            | -5           | ?            | ?            | 10       | -12    | ?           | ?          |
| L. Cilona      | 4        | 0       | ?           | ?          | 5            | 0            | ?            | ?            | 9        | 0      | ?           | ?          |
| F. Colomba     | 30       | 6       | ?           | ?          | 7            | 1            | ?            | ?            | 37       | 7      | ?           | ?          |
| F. De Napoli   | 18       | 1       | ?           | ?          | 2            | 0            | ?            | ?            | 20       | 1      | ?           | ?          |
| S. Di Somma    | 14       | 1       | ?           | ?          | 3            | 0            | ?            | ?            | 17       | 1      | ?           | ?          |
| R. Díaz        | 24       | 7       | ?           | ?          | 4            | 0            | ?            | ?            | 28       | 7      | ?           | ?          |
| L. Favero      | 30       | 0       | ?           | ?          | 7            | 0            | ?            | ?            | 37       | 0      | ?           | ?          |
| B. Limido      | 26       | 2       | ?           | ?          | 6            | 0            | ?            | ?            | 32       | 2      | ?           | ?          |
| S. Lucci       | 14       | 1       | ?           | ?          | 1            | 0            | ?            | ?            | 15       | 1      | ?           | ?          |
| P. Maiellaro   | 6        | 0       | ?           | ?          | -            | -            | -            | -            | 6        | 0      | 0+          | 0+         |
| F. Mileti      | -        | -       | -           | -          | 2            | 0            | ?            | ?            | 2        | 0      | 0+          | 0+         |
| C. Osti        | 29       | 0       | ?           | ?          | 7            | 0            | ?            | ?            | 36       | 0      | ?           | ?          |
| M. Paradisi    | 16       | -18     | ?           | ?          | -            | -            | -            | -            | 16       | -18    | 0+          | 0+         |
| S. Salomoni    | -        | -       | -           | -          | 1            | 0            | ?            | ?            | 1        | 0      | 0+          | 0+         |
| I. Schiavi     | 26       | 1       | ?           | ?          | 7            | 1            | ?            | ?            | 33       | 2      | ?           | ?          |
| P. Tagliaferri | 29       | 4       | ?           | ?          | 4            | 1            | ?            | ?            | 33       | 5      | ?           | ?          |
| S. Vullo       | 22       | 1       | ?           | ?          | 7            | 0            | ?            | ?            | 29       | 1      | ?           | ?          |
| A. Zaninelli   | 9        | -14     | ?           | ?          | 2            | -3           | ?            | ?            | 11       | -17    | ?           | ?          |